# Pikmin detector
Pikmin detector (Pikmin Finder nei paesi anglofoni), è un videogioco di simulazione in realtà aumentata sviluppato da Nintendo e reso disponibile sul browser web per smartphone. 
Il gioco è stato creato per promuovere l'uscita di Pikmin 4, ed è stato pubblicato in contemporanea col Nintendo Live nel PAX West 2023 di Seattle.

## Modalità di gioco
Inquadrando le aree attorno a sé con la telecamera del proprio telefono, il giocatore potrà individuare delle piantine di Pikmin (dei colori base rosso, blu e giallo) che sporgono dal terreno, ed estrarle scorrendo col dito verso l'alto. A partire dal terzo Pikmin estratto, si potrà mandarli in esplorazione a raccogliere i tesori, per un totale di venti. Una volta raccolto questo numero, apparirà un prompt con cui resettare il contatore e ricominciare la caccia ai tesori.
Osservando la lista dei tesori raccolti, apparirà una pubblicità per Pikmin 4. È anche possibile fare delle foto coi Pikmin.
Se si proverà ad accedere al sito da PC, apparirà un Codice QR che invita l'utente a consultare la pagina da mobile.

## Sviluppo
Il gioco è stato sviluppato con 8th Wall, motore per creare giochi in realtà virtuale di cui Niantic è proprietaria.

## Accoglienza
L'accoglienza di Pikmin detector è stata tiepida. 
Matthew Humphries di PC Magazine ha detto che è divertente in piccole dosi, anche se il gameplay è molto semplice.  Ollie Reynolds di Nintendo Life ha detto che è un gioco carino per chi aspetta in coda al PAX. Wes Devis di The Verge ha specificato che è un ottimo modo per passare il tempo, anche se il gioco non è niente di speciale a meno di non essere grandi fan della serie.